# Partito Popolare Slovacco di Hlinka
Il Partito Popolare Slovacco di Hlinka (in slovacco Hlinkova slovenská ľudová strana - HSLS) fu un partito politico di ispirazione clerico-fascista e nazionalista attivo in Cecoslovacchia tra la fine degli anni trenta del Novecento e la conclusione della seconda guerra mondiale. L'HSLS era l'erede e il continuatore del Partito Popolare, una formazione politica autonomista presente in Slovacchia fin dai primi anni del XX secolo, ribattezzato nel 1938 Partito Popolare Slovacco di Hlinka in onore del sacerdote Andrej Hlinka, storico leader del cattolicesimo nazionalista slovacco deceduto nell'agosto di quell'anno. Dopo la scomparsa di Hlinka, la leadership del partito venne assunta da un altro sacerdote, monsignor Jozef Tiso (1887–1947), il futuro capo della Slovacchia indipendente alleata del Terzo Reich.
Divenuto, dopo la proclamazione dell'autonomia della Slovacchia nell'ambito della Federazione cecoslovacca (ottobre 1938), il partito più importante del Paese, prese il nome di Partito del popolo slovacco di Hlinka - Partito Slovacco di Unità Nazionale (HSLS–SSNJ) nel novembre dello stesso anno, in seguito alla fusione con altre formazioni politiche minori di orientamento nazionalista.

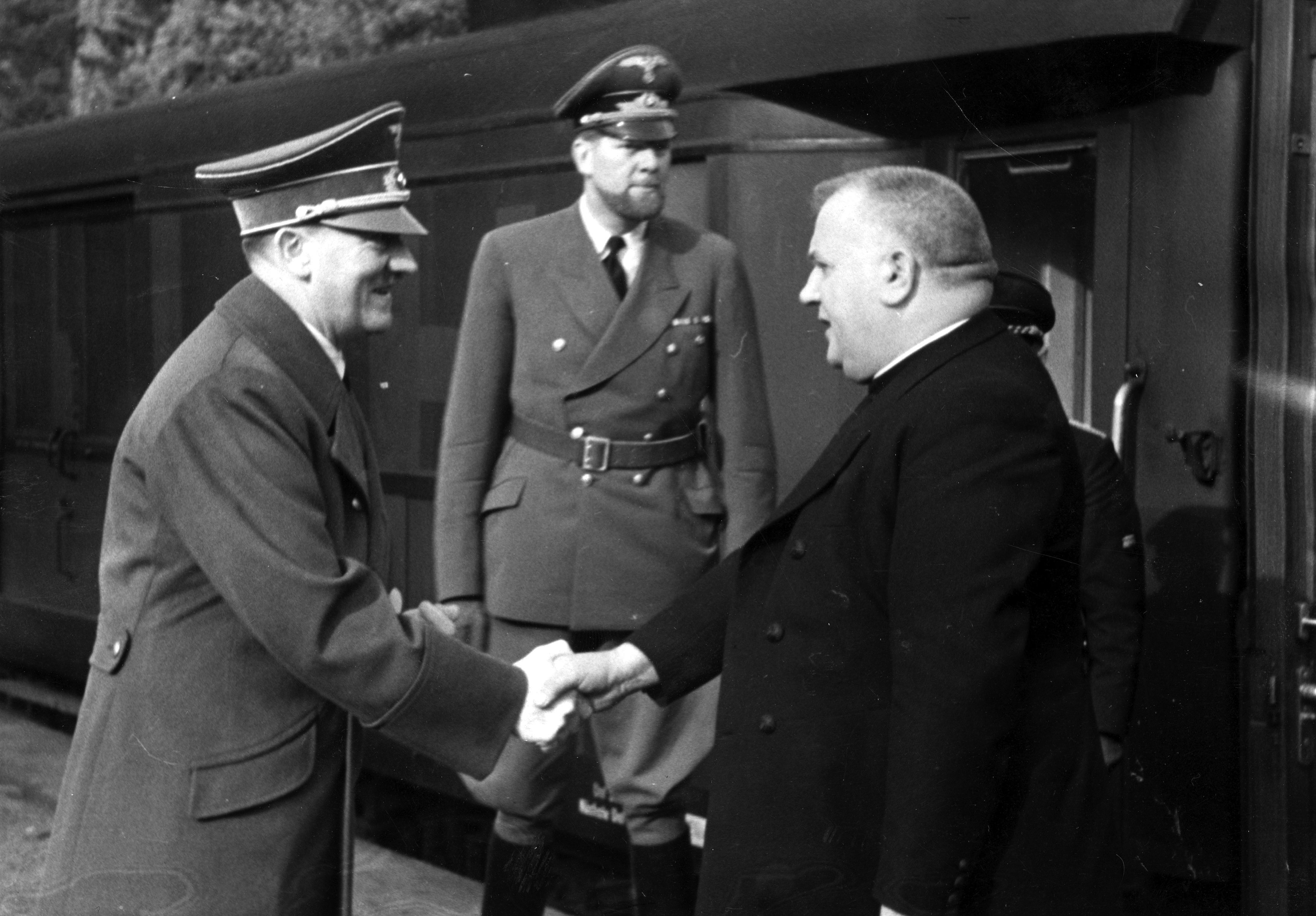
Il presidente slovacco e leader dell'HSLS Jozef Tiso a colloquio con Hitler a Berlino

In seguito alla proclamazione dell'indipendenza della Slovacchia (marzo 1939) e all'instaurazione nel Paese del governo clerico-fascista, autoritario e filotedesco di Tiso, l'HSLS-SSNJ assurse di fatto al rango di partito unico e si dotò di una propria milizia armata (la Guardia di Hlinka) che finì con il rappresentare, rispetto al moderatismo della classe dirigente e del governo, l'ala più intransigente e radicalmente antisemita del regime, al punto da collaborare attivamente con i nazisti nel rastrellamento e nella deportazione degli ebrei slovacchi.
Il partito cessò di esistere nel 1945, quando il regime clerico-fascista crollò in seguito all'occupazione del territorio slovacco da parte dell'Armata Rossa sovietica. Diversi esponenti di spicco del partito e del regime (tra cui lo stesso Tiso) furono processati e condannati nel dopoguerra per collaborazionismo dai tribunali della ricostituita Cecoslovacchia.

## Risultati elettorali
| Elezione | Voti    | %     | Seggi    |
| -------- | ------- | ----- | -------- |
| 1920     | 699.728 | 11,29 | 12 / 281 |
| 1925     | 489.111 | 6,88  | 23 / 300 |
| 1929     | 425.051 | 5,76  | 19 / 300 |
| 1935     | 564.273 | 6,86  | 22 / 300 |
| 1938     | -       | 97,5  | 47 / 63  |